# Баки Мухаммад
Баки-Мухаммад (узб. Boqi Muhammad) (1579 — 1605) — хан Бухарского ханства из узбекской династии джанидов — Аштарханидов.

## Упоминание
В источниках упоминается также как Баки-хан и Баки-султан.

## Биография
До взятия Астрахани войсками Ивана Грозного в 1556 году, потомок Чингис-хана через его сына Джучи и внука Тукай-Тимура — Мангишлак-хан находился в Бухарском ханстве у Шибанидов Мавераннахра. Его внук Джани Мухаммед-хан женился на сестре Абдулла-хана II. Он и стал основателем бухарской династии Джанидов или Аштарханидов. В истории он известен также под именем Джанибек султан. Поэтому существует второе название династии джанидов. В исследованиях также используют третье название династии Тукайтимуридов, по имени их предка чингизида Тукай-Тимура. После гибели большинства мужских представителей Шейбанидов, знать предложила Джани Мухаммад-султану занять бухарский престол. После смерти своего отца, на престол взошёл Баки Мухаммад.

## Политическая деятельность
Период после смерти шейбанида Абдулла-хана II (1557—1598) характеризуется политической дестабилизацией Бухарского ханства. Воспользовавшись этой ситуацией в страну с юга вторглись войска сефевидского Ирана во главе с шахом Аббас I Великий. А с северо-востока в 1598 году вторглись войска казахского хана Тауекель-хана. Вторжение ознаменовалось потерей Туркестана, Сайрама и Ферганы, отвоеванных у него казахскими султанами и временным захватом Самарканда а также осадой столицы Бухары войском Тауекель-хана. В этой тяжёлой для себя обстановке Аштарханиды в том же в 1598 году сумели отбить осаду Бухары и вернуть себе Самарканд, а в Ташкенте наместником сидел шейбанид Кельди Мухаммад (1598—1604), который выпускал от своего имени серебряные и медные монеты.
В 1598 году правителем Бухарского ханства стал последний шейбанид Пирмухаммед-хан II (1598—1599).
Согласно Т.Султанову, в 1599 году Баки Мухаммад разгромил потерявшего авторитет Пирмухаммед-хана II-го. Он стал реальным основателем новой династии Джанидов или Аштарханидов в Бухарском ханстве (1599—1756).
Верховным ханом всех Аштарханидов был объявлен Джани Мухаммад, а фактическая власть находилась в руках Баки Мухаммада. Лишь только после смерти своего отца, Баки Мухаммад официально был возвышен на престол.
В 1602 году Баки Мухаммад-хан отстоял независимость Бухарского ханства нанеся поражение войскам сефевидского шаха Аббаса в битве при Балхе.
Баки Мухаммад-хан несмотря на своё недолгое правление, провёл административную, налоговую и военную реформы в стране, что способствовало её дальнейшему развитию. Он выпускал монеты с надписью Боки Мухаммад Баходирхон и именами первых четырёх халифов.

## Смерть
Баки Мухаммад-хан скончался в 1605 году в Бухаре. Его преемником стал брат Вали Мухаммад (1605—1611).